# Çobanlar, Kargı
Çobanlar là một xã thuộc huyện Kargı, tỉnh Çorum, Thổ Nhĩ Kỳ. Dân số thời điểm năm 2010 là 71 người.